# Neso (księżyc)
Neso (Neptun XIII) – najbardziej zewnętrzny księżyc Neptuna, odkryty przez Matthew J. Holmana i in. oraz Bretta J. Gladmana i in. w 2003 r. ze zdjęć zrobionych w 2002 r. Otrzymał tymczasowe oznaczenie S/2002 N 4.
Nazwa księżyca pochodzi od jednej z Nereid w mitologii greckiej.
Neso krąży wokół Neptuna w średniej odległości ponad 50 milionów km, czyli około 1/3 j.a., najdalej od planety spośród wszystkich znanych księżyców w Układzie Słonecznym. Jedno okrążenie zajmuje jej ok. 27 lat, obiega ona Neptuna przeciwnie do kierunku jego obrotu wokół własnej osi. Podobieństwo orbit Neso i Psamathe sugeruje, że mogły one powstać w wyniku rozpadu jednego księżyca miliardy lat temu.